# Mrčevac
Mrčevac je naselje u Boki kotorskoj, u općini Tivat.

## Zemljopisni položaj
Naseljeno mjesto Mrčevac proteže se na 42° 25′ 12" sjeverne zemljopisne širine i 18° 43′ 05" istočne zemljopisne dužine.

## Povijest
Naselje	se spominje 1326. godine, a 1332. javlja se i oblik Mrčova polja (Mercoua poglia). Godine 1431. u mjestu se spominje crkva sv. Agate.

## Stanovništvo

### Nacionalni sastav po popisu 2003.
- Crnogorci - 546
- Srbi - 500
- Hrvati - 195
- Neopredijeljeni - 84
- Ostali -  175

### Članci
- Vidović, Domagoj. 2020. Pogled u tivatsku toponimiju. Studia lexicographica. Leksikografski zavod Miroslav Krleža. Zagreb. 14 (26): 65–89